# Татевская ГЭС
Татевская гидроэлектростанция — гидроэлектростанция в Армении, на реке Воротан. Входит в состав Воротанского каскада, являясь его нижней ступенью. Третья по мощности ГЭС Армении. Первый гидроагрегат ГЭС пущен в 1970 году.
Мощность ГЭС — 157,2 МВт, проектная среднегодовая выработка — 670 млн.кВт·ч.

## Конструкция станции
Конструктивно представляет собой деривационную гидроэлектростанцию с безнапорной деривацией и регулирующим водохранилищем. Состав сооружений ГЭС:
- Шамбская грунтовая плотина с суглинистым экраном, высотой 41 м и длиной по гребню 107 м;
- водосбросные сооружения общей пропускной способностью 312 м³/с, включают в себя шахту с оголовком в виде "маргаритки", присоединяющейся к строительному тоннелю, а также шесть боковых тоннелей, объединяющихся в один сбросной тоннель;
- Шамбское водохранилище общей ёмкостью 13,6 млн м³, полезной ёмкостью 1,8 млн.м³, отметка нормального подпёртого уровня (НПУ) — 1335,4 м;
- водоприёмник, состоящий из 2-х двойных отверстий размерами 2,5х2,5 м², перекрываемых плоскими затворами;
- безнапорный туннель длиной 18,4 км, пропускной способностью 25 м³/сек;
- бассейн суточного регулирования ёмкостью 80 тыс. м³;
- круглая напорная камера диаметром 20 м с шлюзом-питателем и ирригационным водовыпуском;
- напорный трубопровод длиной 1885 м, разветвляющийся в конце на три водовода;
- здание ГЭС;
- ОРУ.

В здании ГЭС установлены 3 гидроагрегата мощностью по 52,4 МВт, с вертикальными ковшовыми турбинами К-461-В-186, работающими на расчётном напоре 569 м. Перед каждой турбиной смонтирован шаровый затвор диаметром 1,3 м.

## Экономическое значение
Татевская ГЭС (и в целом Воротанский каскад) имеет исключительно важное значение для энергосистемы Армении. Это связано не только с её значительной долей в энергосистеме республики, но и с возможностью круглогодично регулировать энергогенерацию в широких пределах (благодаря двум водохранилищам). В 2015 году собственник станции ЗАО «Воротанский каскад ГЭС» был продан американской компании ContourGlobal за 180 миллионов долларов.

## История строительства и эксплуатации
Воротанский каскад ГЭС был призван уменьшить потребность Армении в завозном топливе для электростанций, которая существенно увеличилась в послевоенные годы.
Для продления ресурса Татевской ГЭС была проведена модернизация станции за счёт средств, выделенных Европейским союзом. На проведённом в марте 2004 года конкурсе исполнителем работ был определён Voith-Siemens Hydro Power Generation. Основные работы проводились по замене датчиков скорости и сопел турбины. Работы планировалось завершить к середине 2005 года.